# Línea 223 (Interurbanos Madrid)
La línea 223 de la red de autobuses interurbanos de Madrid une la terminal de autobuses del Intercambiador de Avenida de América con Alcalá de Henares.

## Características
Esta línea une Madrid y el centro de Alcalá de Henares en aproximadamente 40 minutos a través de la A-2.
Los primeros y últimos servicios del día pasan por Torrejón de Ardoz, realizando un recorrido idéntico al de la línea N202.
Se trata de una de las líneas con más servicios del CRTM, llegando a ofrecer frecuencias de paso similares a líneas de la EMT en horas punta.
La línea no mantiene los mismos horarios todo el año, durante el mes de agosto se reducen el número de expediciones todos los días de la semana, además de los días excepcionales vísperas de festivo y festivos de Navidad en los que los horarios también cambian y se reducen. Notablemente, se hace distinción los viernes y los días no lectivos durante los horarios habituales, en los que en ambos casos se reducen ligeramente el número de expediciones.
Siguiendo la numeración de líneas del CRTM, las líneas que circulan por el corredor 2 son aquellas que dan servicio a los municipios situados en torno a la A-2 y comienzan con un 2. Aquellas numeradas dentro de la decena 220 corresponden a aquellas que circulan por Torrejón de Ardoz y Alcalá de Henares. Particularmente, los números impares en la decena 220 circulan por Alcalá de Henares y los números pares lo hacen por Torrejón de Ardoz.
Está operada por la empresa ALSA mediante la concesión administrativa VCM-202 - Madrid - Torrejón de Ardoz - Alcalá de Henares - Meco (Viajeros Comunidad de Madrid) del Consorcio Regional de Transportes de Madrid.

### Sublíneas
Aquí se recogen todas las distintas sublíneas que ha tenido la línea 223. La denominación de sublíneas que utiliza el CRTM es la siguiente:
- Número de línea (223)
- Sentido de circulación (1 ida, 2 vuelta)
- Número de sublínea

Por ejemplo, la sublínea 223102 corresponde a la línea 223, sentido 1 (ida) y el número 02 de numeración de sublíneas creadas hasta la fecha.
| Ida    | Ruta | Itinerario                    | Vuelta | Ruta | Itinerario                    |
| 223101 | -    | Madrid - Alcalá               | 223201 | -    | Alcalá - Madrid               |
| 223102 | t    | Madrid - Alcalá, por Torrejón | 223202 | t    | Alcalá - Madrid, por Torrejón |

## Horarios

### 1 septiembre - 31 julio
| Lunes a jueves lectivos     |                 |                 |                 |                 |                 |                 |                   |                         |                      |                      |                   |                               |                      |                   |                   |                 |                 |                 |                 |                                        |                               |                             |                   |                 |                 |                 |                   |                   |                 |                 |                 |                 |                 |                 |                 |                 |                 |
| Madrid > Alcalá             | Madrid > Alcalá | Madrid > Alcalá | Madrid > Alcalá | Madrid > Alcalá | Madrid > Alcalá | Madrid > Alcalá | Madrid > Alcalá   | Madrid > Alcalá         | Madrid > Alcalá      | Madrid > Alcalá      | Madrid > Alcalá   | Madrid > Alcalá               | Madrid > Alcalá      | Madrid > Alcalá   | Madrid > Alcalá   | Madrid > Alcalá | Madrid > Alcalá | Madrid > Alcalá | Alcalá > Madrid | Alcalá > Madrid                        | Alcalá > Madrid               | Alcalá > Madrid             | Alcalá > Madrid   | Alcalá > Madrid | Alcalá > Madrid | Alcalá > Madrid | Alcalá > Madrid   | Alcalá > Madrid   | Alcalá > Madrid | Alcalá > Madrid | Alcalá > Madrid | Alcalá > Madrid | Alcalá > Madrid | Alcalá > Madrid | Alcalá > Madrid | Alcalá > Madrid | Alcalá > Madrid |
| 06                          | 07              | 08              | 09              | 10              | 11              | 12              | 13                | 14                      | 15                   | 16                   | 17                | 18                            | 19                   | 20                | 21                | 22              | 23              | 00              | 05              | 06                                     | 07                            | 08                          | 09                | 10              | 11              | 12              | 13                | 14                | 15              | 16              | 17              | 18              | 19              | 20              | 21              | 22              | 23              |
| 15t 30 45                   | 00 15 30 45     | 00 15 30 45     | 00 15 30 45     | 00 15 30 45     | 00 15 30 45     | 00 15 30 45     | 00 10 20 30 40 50 | 00 08 16 24 32 40 48 56 | 04 12 20 28 36 44 52 | 00 08 16 24 32 40 50 | 00 10 20 30 40 50 | 00 07 14 20 27 32 37 43 49 55 | 02 09 16 23 30 40 50 | 00 10 20 30 40 50 | 00 10 20 30 40 50 | 00 20 40t       | 00t 30t         | 00t             | 30 30r 40 47 54 | 00 05 10 13 17 22 28 34 38 42 47 51 56 | 01 07 13 19 25 31 37 43 49 55 | 01 07 13 19r 25 32 39 46 53 | 00 10 20 30 40 50 | 00 15 30 45     | 00 15 30 45     | 00 15 30 40 50  | 00 10 20 30 40 50 | 00 10 20 30 40 50 | 00 15 30 45     | 00 15 30 45     | 00 00r 15 30 45 | 00 15 30 45     | 00 15 30 45     | 00 15 30 45     | 00 20 40        | 00 20 40t       | 00t             |
| Viernes lectivos            |                 |                 |                 |                 |                 |                 |                   |                         |                      |                      |                   |                               |                      |                   |                   |                 |                 |                 |                 |                                        |                               |                             |                   |                 |                 |                 |                   |                   |                 |                 |                 |                 |                 |                 |                 |                 |                 |
| Madrid > Alcalá             | Madrid > Alcalá | Madrid > Alcalá | Madrid > Alcalá | Madrid > Alcalá | Madrid > Alcalá | Madrid > Alcalá | Madrid > Alcalá   | Madrid > Alcalá         | Madrid > Alcalá      | Madrid > Alcalá      | Madrid > Alcalá   | Madrid > Alcalá               | Madrid > Alcalá      | Madrid > Alcalá   | Madrid > Alcalá   | Madrid > Alcalá | Madrid > Alcalá | Madrid > Alcalá | Alcalá > Madrid | Alcalá > Madrid                        | Alcalá > Madrid               | Alcalá > Madrid             | Alcalá > Madrid   | Alcalá > Madrid | Alcalá > Madrid | Alcalá > Madrid | Alcalá > Madrid   | Alcalá > Madrid   | Alcalá > Madrid | Alcalá > Madrid | Alcalá > Madrid | Alcalá > Madrid | Alcalá > Madrid | Alcalá > Madrid | Alcalá > Madrid | Alcalá > Madrid | Alcalá > Madrid |
| 06                          | 07              | 08              | 09              | 10              | 11              | 12              | 13                | 14                      | 15                   | 16                   | 17                | 18                            | 19                   | 20                | 21                | 22              | 23              | 00              | 05              | 06                                     | 07                            | 08                          | 09                | 10              | 11              | 12              | 13                | 14                | 15              | 16              | 17              | 18              | 19              | 20              | 21              | 22              | 23              |
| 15t 30 45                   | 00 15 30 45     | 00 15 30 45     | 00 15 30 45     | 00 15 30 45     | 00 15 30 45     | 00 15 30 45     | 00 10 20 30 40 50 | 00 08 16 24 32 40 48 56 | 04 11 20 28 36 44 52 | 00 08 16 24 32 40 50 | 00 10 20 30 40 50 | 00 07 14 20 27 32 37 43 49 55 | 02 09 16 23 30 40 50 | 00 10 20 30 40 50 | 00 10 20 30 40 50 | 00 20 40t       | 00t 30t 30t r   | 00t             | 30 30r 40 47 54 | 00 05 10 13 17 22 28 34 38 42 47 51 56 | 01 07 13 19 25 31 37 43 49 55 | 01 07 13 19r 25 32 39 46 53 | 00 10 20 30 40 50 | 00 10 20 30 45  | 00 15 30 45     | 00 15 30 45     | 00 10 20 30 40 50 | 00 10 20 30 40 50 | 00 15 30 45     | 00 15 30 45     | 00 00r 15 30 45 | 00 15 30 45     | 00 15 30 45     | 00 15 30 45     | 00 20 40        | 00 20 40t       | 00t             |
| Lunes a viernes NO lectivos |                 |                 |                 |                 |                 |                 |                   |                         |                      |                      |                   |                               |                      |                   |                   |                 |                 |                 |                 |                                        |                               |                             |                   |                 |                 |                 |                   |                   |                 |                 |                 |                 |                 |                 |                 |                 |                 |
| Madrid > Alcalá             | Madrid > Alcalá | Madrid > Alcalá | Madrid > Alcalá | Madrid > Alcalá | Madrid > Alcalá | Madrid > Alcalá | Madrid > Alcalá   | Madrid > Alcalá         | Madrid > Alcalá      | Madrid > Alcalá      | Madrid > Alcalá   | Madrid > Alcalá               | Madrid > Alcalá      | Madrid > Alcalá   | Madrid > Alcalá   | Madrid > Alcalá | Madrid > Alcalá | Madrid > Alcalá | Alcalá > Madrid | Alcalá > Madrid                        | Alcalá > Madrid               | Alcalá > Madrid             | Alcalá > Madrid   | Alcalá > Madrid | Alcalá > Madrid | Alcalá > Madrid | Alcalá > Madrid   | Alcalá > Madrid   | Alcalá > Madrid | Alcalá > Madrid | Alcalá > Madrid | Alcalá > Madrid | Alcalá > Madrid | Alcalá > Madrid | Alcalá > Madrid | Alcalá > Madrid | Alcalá > Madrid |
| 06                          | 07              | 08              | 09              | 10              | 11              | 12              | 13                | 14                      | 15                   | 16                   | 17                | 18                            | 19                   | 20                | 21                | 22              | 23              | 00              | 05              | 06                                     | 07                            | 08                          | 09                | 10              | 11              | 12              | 13                | 14                | 15              | 16              | 17              | 18              | 19              | 20              | 21              | 22              | 23              |
| 15t 30 45                   | 00 15 30 45     | 00 15 30 45     | 00 15 30 45     | 00 15 30 45     | 00 15 30 45     | 00 15 30 45     | 00 15 30 40 50    | 00 10 20 30 40 50       | 00 10 20 30 40 50    | 00 10 20 30 40 50    | 00 10 20 30 40 50 | 00 10 20 30 40 50             | 00 10 20 30 40 50    | 00 10 20 30 40 50 | 00 10 20 30 40 50 | 00 20 40t       | 00t 30t         | 00t             | 30 30r 40 50    | 00 07 15 22 30 37 43 50 57             | 04 12 20 30 40 50             | 00 10 20 30 40 50           | 00 10 20 30 45    | 00 15 30 45     | 00 15 30 45     | 00 15 30 45     | 00 10 20 30 40 50 | 00 10 20 30 40 50 | 00 10 20 30 45  | 00 15 30 45     | 00 15 30 45     | 00 15 30 45     | 00 15 30 45     | 00 15 30 45     | 00 15 30 45     | 00 20 40t       | 00t             |
| Sábados laborables          |                 |                 |                 |                 |                 |                 |                   |                         |                      |                      |                   |                               |                      |                   |                   |                 |                 |                 |                 |                                        |                               |                             |                   |                 |                 |                 |                   |                   |                 |                 |                 |                 |                 |                 |                 |                 |                 |
| Madrid > Alcalá             | Madrid > Alcalá | Madrid > Alcalá | Madrid > Alcalá | Madrid > Alcalá | Madrid > Alcalá | Madrid > Alcalá | Madrid > Alcalá   | Madrid > Alcalá         | Madrid > Alcalá      | Madrid > Alcalá      | Madrid > Alcalá   | Madrid > Alcalá               | Madrid > Alcalá      | Madrid > Alcalá   | Madrid > Alcalá   | Madrid > Alcalá | Madrid > Alcalá | Madrid > Alcalá | Alcalá > Madrid | Alcalá > Madrid                        | Alcalá > Madrid               | Alcalá > Madrid             | Alcalá > Madrid   | Alcalá > Madrid | Alcalá > Madrid | Alcalá > Madrid | Alcalá > Madrid   | Alcalá > Madrid   | Alcalá > Madrid | Alcalá > Madrid | Alcalá > Madrid | Alcalá > Madrid | Alcalá > Madrid | Alcalá > Madrid | Alcalá > Madrid | Alcalá > Madrid | Alcalá > Madrid |
| 06                          | 07              | 08              | 09              | 10              | 11              | 12              | 13                | 14                      | 15                   | 16                   | 17                | 18                            | 19                   | 20                | 21                | 22              | 23              | 00              | 05              | 06                                     | 07                            | 08                          | 09                | 10              | 11              | 12              | 13                | 14                | 15              | 16              | 17              | 18              | 19              | 20              | 21              | 22              | 23              |
| 20t 40                      | 00 15 30 45     | 00 15 30 45     | 00 15 30 45     | 00 15 30 45     | 00 15 30 45     | 00 15 30 45     | 00 15 30 45       | 00 15 30 45             | 00 15 30 45          | 00 15 30 45          | 00 15 30 45       | 00 15 30 45                   | 00 15 30 45          | 00 15 30 45       | 00 15 30 45       | 00 15 30 45t    | 00t 15t 30t 45t | 00t             | 30t             | 00 00t 15 30 45                        | 00 15 30 45                   | 00 15 30 45                 | 00 15 30 45       | 00 15 30 45     | 00 15 30 45     | 00 15 30 45     | 00 15 30 45       | 00 15 30 45       | 00 15 30 45     | 00 15 30 45     | 00 15 30 45     | 00 15 30 45     | 00 15 30 45     | 00 15 30 45     | 00 15 30 45     | 00 20 40t       | 00t             |
| Domingos y festivos         |                 |                 |                 |                 |                 |                 |                   |                         |                      |                      |                   |                               |                      |                   |                   |                 |                 |                 |                 |                                        |                               |                             |                   |                 |                 |                 |                   |                   |                 |                 |                 |                 |                 |                 |                 |                 |                 |
| Madrid > Alcalá             | Madrid > Alcalá | Madrid > Alcalá | Madrid > Alcalá | Madrid > Alcalá | Madrid > Alcalá | Madrid > Alcalá | Madrid > Alcalá   | Madrid > Alcalá         | Madrid > Alcalá      | Madrid > Alcalá      | Madrid > Alcalá   | Madrid > Alcalá               | Madrid > Alcalá      | Madrid > Alcalá   | Madrid > Alcalá   | Madrid > Alcalá | Madrid > Alcalá | Madrid > Alcalá | Alcalá > Madrid | Alcalá > Madrid                        | Alcalá > Madrid               | Alcalá > Madrid             | Alcalá > Madrid   | Alcalá > Madrid | Alcalá > Madrid | Alcalá > Madrid | Alcalá > Madrid   | Alcalá > Madrid   | Alcalá > Madrid | Alcalá > Madrid | Alcalá > Madrid | Alcalá > Madrid | Alcalá > Madrid | Alcalá > Madrid | Alcalá > Madrid | Alcalá > Madrid | Alcalá > Madrid |
| 06                          | 07              | 08              | 09              | 10              | 11              | 12              | 13                | 14                      | 15                   | 16                   | 17                | 18                            | 19                   | 20                | 21                | 22              | 23              | 00              | 05              | 06                                     | 07                            | 08                          | 09                | 10              | 11              | 12              | 13                | 14                | 15              | 16              | 17              | 18              | 19              | 20              | 21              | 22              | 23              |
| 30                          | 00 15 30 45     | 00 15 30 45     | 00 20 40        | 00 15 30 45     | 00 15 30 45     | 00 15 30 45     | 00 15 30 45       | 00 15 30 45             | 00 15 30 45          | 00 15 30 45          | 00 15 30 45       | 00 15 30 45                   | 00 15 30 45          | 00 15 30 45       | 00 15 30 45       | 00 15 30 45t    | 00t 20t 40t     | 00t             | 30t             | 00 00t 30 45                           | 00 15 30 45                   | 00 15 30 45                 | 00 15 30 45       | 00 15 30 45     | 00 15 30 45     | 00 15 30 45     | 00 15 30 45       | 00 15 30 45       | 00 15 30 45     | 00 15 30 45     | 00 15 30 45     | 00 15 30 45     | 00 15 30 45     | 00 15 30 45     | 00 15 30 45     | 00 20 40t       | 00t             |
| t Por Torrejón de Ardoz     |                 |                 |                 |                 |                 |                 |                   |                         |                      |                      |                   |                               |                      |                   |                   |                 |                 |                 |                 |                                        |                               |                             |                   |                 |                 |                 |                   |                   |                 |                 |                 |                 |                 |                 |                 |                 |                 |
| r Refuerzo                  |                 |                 |                 |                 |                 |                 |                   |                         |                      |                      |                   |                               |                      |                   |                   |                 |                 |                 |                 |                                        |                               |                             |                   |                 |                 |                 |                   |                   |                 |                 |                 |                 |                 |                 |                 |                 |                 |

### 1 - 31 agosto
| Lunes a viernes laborables |                 |                 |                 |                 |                 |                 |                 |                   |                   |                   |                   |                   |                   |                   |                   |                 |                   |                 |                 |                            |                   |                   |                 |                 |                 |                 |                   |                   |                 |                 |                 |                 |                 |                 |                 |                 |                 |
| Madrid > Alcalá            | Madrid > Alcalá | Madrid > Alcalá | Madrid > Alcalá | Madrid > Alcalá | Madrid > Alcalá | Madrid > Alcalá | Madrid > Alcalá | Madrid > Alcalá   | Madrid > Alcalá   | Madrid > Alcalá   | Madrid > Alcalá   | Madrid > Alcalá   | Madrid > Alcalá   | Madrid > Alcalá   | Madrid > Alcalá   | Madrid > Alcalá | Madrid > Alcalá   | Madrid > Alcalá | Alcalá > Madrid | Alcalá > Madrid            | Alcalá > Madrid   | Alcalá > Madrid   | Alcalá > Madrid | Alcalá > Madrid | Alcalá > Madrid | Alcalá > Madrid | Alcalá > Madrid   | Alcalá > Madrid   | Alcalá > Madrid | Alcalá > Madrid | Alcalá > Madrid | Alcalá > Madrid | Alcalá > Madrid | Alcalá > Madrid | Alcalá > Madrid | Alcalá > Madrid | Alcalá > Madrid |
| 06                         | 07              | 08              | 09              | 10              | 11              | 12              | 13              | 14                | 15                | 16                | 17                | 18                | 19                | 20                | 21                | 22              | 23                | 00              | 05              | 06                         | 07                | 08                | 09              | 10              | 11              | 12              | 13                | 14                | 15              | 16              | 17              | 18              | 19              | 20              | 21              | 22              | 23              |
| 15t 30 45                  | 00 15 30 45     | 00 15 30 45     | 00 15 30 45     | 00 15 30 45     | 00 15 30 45     | 00 15 30 45     | 00 15 30 40 50  | 00 10 20 30 40 50 | 00 10 20 30 40 50 | 00 10 20 30 40 50 | 00 10 20 30 40 50 | 00 10 20 30 40 50 | 00 10 20 30 40 50 | 00 10 20 30 40 50 | 00 10 20 30 40 50 | 00 20 40t       | 00t 30t           | 00t             | 30 30r 40 50    | 00 07 15 22 30 37 43 50 57 | 04 12 20 30 40 50 | 00 10 20 30 40 50 | 00 10 20 30 45  | 00 15 30 45     | 00 15 30 45     | 00 15 30 45     | 00 10 20 30 40 50 | 00 10 20 30 40 50 | 00 10 20 30 45  | 00 15 30 45     | 00 15 30 45     | 00 15 30 45     | 00 15 30 45     | 00 15 30 45     | 00 15 30 45     | 00 20 40t       | 00t             |
| Sábados laborables         |                 |                 |                 |                 |                 |                 |                 |                   |                   |                   |                   |                   |                   |                   |                   |                 |                   |                 |                 |                            |                   |                   |                 |                 |                 |                 |                   |                   |                 |                 |                 |                 |                 |                 |                 |                 |                 |
| Madrid > Alcalá            | Madrid > Alcalá | Madrid > Alcalá | Madrid > Alcalá | Madrid > Alcalá | Madrid > Alcalá | Madrid > Alcalá | Madrid > Alcalá | Madrid > Alcalá   | Madrid > Alcalá   | Madrid > Alcalá   | Madrid > Alcalá   | Madrid > Alcalá   | Madrid > Alcalá   | Madrid > Alcalá   | Madrid > Alcalá   | Madrid > Alcalá | Madrid > Alcalá   | Madrid > Alcalá | Alcalá > Madrid | Alcalá > Madrid            | Alcalá > Madrid   | Alcalá > Madrid   | Alcalá > Madrid | Alcalá > Madrid | Alcalá > Madrid | Alcalá > Madrid | Alcalá > Madrid   | Alcalá > Madrid   | Alcalá > Madrid | Alcalá > Madrid | Alcalá > Madrid | Alcalá > Madrid | Alcalá > Madrid | Alcalá > Madrid | Alcalá > Madrid | Alcalá > Madrid | Alcalá > Madrid |
| 06                         | 07              | 08              | 09              | 10              | 11              | 12              | 13              | 14                | 15                | 16                | 17                | 18                | 19                | 20                | 21                | 22              | 23                | 00              | 05              | 06                         | 07                | 08                | 09              | 10              | 11              | 12              | 13                | 14                | 15              | 16              | 17              | 18              | 19              | 20              | 21              | 22              | 23              |
| 20t 40                     | 00 20 40        | 00 20 40        | 00 20 40        | 00 20 40        | 00 20 40        | 00 20 40        | 00 20 40        | 00 20 40          | 00 20 40          | 00 20 40          | 00 20 40          | 00 20 40          | 00 20 40          | 00 20 40          | 00 20 40          | 00 20 40t       | 00t 20t 20t r 40t | 00t             | 30t             | 00 00t 20 40               | 00 20 40          | 00 20 40          | 00 20 40        | 00 20 40        | 00 20 40        | 00 20 40        | 00 20 40          | 00 20 40          | 00 20 40        | 00 20 40        | 00 20 40        | 00 20 40        | 00 20 40        | 00 20 40        | 00 20 40        | 00 20 40t       | 00t             |
| Domingos y festivos        |                 |                 |                 |                 |                 |                 |                 |                   |                   |                   |                   |                   |                   |                   |                   |                 |                   |                 |                 |                            |                   |                   |                 |                 |                 |                 |                   |                   |                 |                 |                 |                 |                 |                 |                 |                 |                 |
| Madrid > Alcalá            | Madrid > Alcalá | Madrid > Alcalá | Madrid > Alcalá | Madrid > Alcalá | Madrid > Alcalá | Madrid > Alcalá | Madrid > Alcalá | Madrid > Alcalá   | Madrid > Alcalá   | Madrid > Alcalá   | Madrid > Alcalá   | Madrid > Alcalá   | Madrid > Alcalá   | Madrid > Alcalá   | Madrid > Alcalá   | Madrid > Alcalá | Madrid > Alcalá   | Madrid > Alcalá | Alcalá > Madrid | Alcalá > Madrid            | Alcalá > Madrid   | Alcalá > Madrid   | Alcalá > Madrid | Alcalá > Madrid | Alcalá > Madrid | Alcalá > Madrid | Alcalá > Madrid   | Alcalá > Madrid   | Alcalá > Madrid | Alcalá > Madrid | Alcalá > Madrid | Alcalá > Madrid | Alcalá > Madrid | Alcalá > Madrid | Alcalá > Madrid | Alcalá > Madrid | Alcalá > Madrid |
| 06                         | 07              | 08              | 09              | 10              | 11              | 12              | 13              | 14                | 15                | 16                | 17                | 18                | 19                | 20                | 21                | 22              | 23                | 00              | 05              | 06                         | 07                | 08                | 09              | 10              | 11              | 12              | 13                | 14                | 15              | 16              | 17              | 18              | 19              | 20              | 21              | 22              | 23              |
| 30                         | 00 30           | 00 20 40        | 00 20 40        | 00 20 40        | 00 20 40        | 00 20 40        | 00 20 40        | 00 20 40          | 00 20 40          | 00 20 40          | 00 20 40          | 00 20 40          | 00 20 40          | 00 20 40          | 00 20 40          | 00 20 40t       | 00t 20t 40t       | 00t             |                 | 00t 30                     | 00 20 40          | 00 20 40          | 00 20 40        | 00 20 40        | 00 20 40        | 00 20 40        | 00 20 40          | 00 20 40          | 00 20 40        | 00 20 40        | 00 20 40        | 00 20 40        | 00 20 40        | 00 20 40        | 00 20 40        | 00 20 40t       | 00t             |
| t Por Torrejón de Ardoz    |                 |                 |                 |                 |                 |                 |                 |                   |                   |                   |                   |                   |                   |                   |                   |                 |                   |                 |                 |                            |                   |                   |                 |                 |                 |                 |                   |                   |                 |                 |                 |                 |                 |                 |                 |                 |                 |
| r Refuerzo                 |                 |                 |                 |                 |                 |                 |                 |                   |                   |                   |                   |                   |                   |                   |                   |                 |                   |                 |                 |                            |                   |                   |                 |                 |                 |                 |                   |                   |                 |                 |                 |                 |                 |                 |                 |                 |                 |

## Recorrido y paradas

### Sentido Alcalá de Henares
La línea inicia su recorrido en el Intercambiador de Avenida de América, en la dársena 7, en este punto se establece correspondencia con las líneas del corredor 2 con cabecera aquí así como algunas líneas urbanas y algunas líneas de largo recorrido. En la superficie efectúan parada varias líneas urbanas con las que tiene correspondencia, y a través de pasillos subterráneos enlaza con Metro de Madrid.
Tras abandonar el intercambiador subterráneo, la línea sale a la A-2, por la que se dirige hacia Guadalajara. A lo largo de la autovía tiene parada bajo el Puente de la CEA, en el nudo de Canillejas, junto al Polígono Las Mercedes, junto a la Colonia Fin de Semana, junto al área industrial de la Avenida de Aragón, en el Puente de San Fernando.
A continuación, la línea toma la salida 25 hacia Alcalá de Henares, aproximándose al casco urbano por la M-300 pasando por la zona industrial. Al entrar en el casco urbano, se convierte en la Avenida de Madrid y posteriormente en la Vía Complutense a mitad de la cual se encuentra la terminal de autobuses de la Calle de Brihuega, donde tiene la línea su cabecera.
| Código                                                               | Zona | Localidad               | Denominación                                               | Ubicación                        | Líneas de la parada                                                     | Metro / Cercanías  |
| -------------------------------------------------------------------- | ---- | ----------------------- | ---------------------------------------------------------- | -------------------------------- | ----------------------------------------------------------------------- | ------------------ |
| 12477G                                                               |      | Madrid                  | Intercambiador de Avenida de América - Dársena 7           | Avenida de América Nº13          | 223                                                                     | Avenida de América |
| 1284                                                                 |      | Madrid                  | Avenida de América - Calle de Arturo Soria                 | A-2 km. 5,4                      | 115 200 N4 222 223 224 224A 226 227 229 281 282 283 284 N202 VAC-243    |                    |
| 5617                                                                 |      | Madrid                  | Canillejas                                                 | Calle de Josefa Valcárcel Nº152  | 165 200 N4 222 223 224 224A 226 227 229 261281 282 283 284 N202 VAC-243 | Canillejas         |
| 07205                                                                |      | Madrid                  | Carretera A-2 - Polígono Industrial Las Mercedes           | Avenida de Aragón Nº328          | 88 222 223 224 224A 226 227 229 281 282 283 284 N202 VAC-243            |                    |
| 07207                                                                |      | Madrid                  | Carretera A-2 - Colonia Fin de Semana                      | Avenida de Aragón Nº374          | 222 223 224 224A 226 227 229 281 282 283 284 N202 VAC-243               |                    |
| 07208                                                                |      | Madrid                  | Carretera A-2 - Hotel                                      | Avenida de Aragón Nº400          | 88 222 223 224 224A 226 227 229 281 282 283 284 N202 VAC-243            |                    |
| 07209                                                                |      | Madrid                  | Carretera A-2 - Pegaso City                                | Avenida de Aragón km. 14,1       | 88 222 223 224 224A 226 227 229 281 282 283 284 N202 VAC-243            |                    |
| Paradas realizadas por los servicios que pasan por Torrejón de Ardoz |      |                         |                                                            |                                  |                                                                         |                    |
| 07212                                                                |      | San Fernando de Henares | Avenida de Castilla - Parque Empresarial San Fernando      | Avenida de Castilla Nº2          | 223 224 N202 VAC-2431                                                   |                    |
| 17802                                                                |      | San Fernando de Henares | Avenida de Castilla - Calle de la Sierra de Gata           | Avenida de Castilla Nº10         | 223 224 N202 1                                                          |                    |
| 07228                                                                |      | San Fernando de Henares | Avenida de Castilla - Cuatro Mares                         | Avenida de Castilla Nº22         | 223 224 N202 1                                                          |                    |
| 07229                                                                |      | San Fernando de Henares | Avenida de Castilla - Calle de los Picos de Europa         | Avenida de Castilla Nº38         | 223 224 N202 VAC-243                                                    |                    |
| 10892                                                                |      | Torrejón de Ardoz       | Avenida de la Constitución - Avenida de las Fronteras      | Avenida de la Constitución Nº26  | 215 220 223 224 251 340 824 N202 1A 2 3 4 5A                            |                    |
| 15082                                                                |      | Torrejón de Ardoz       | Avenida de la Constitución - Estación de Torrejón de Ardoz | Avenida de la Constitución Nº13  | 15082 A 223 224 340 824 N202 2 3 15082 B 1A 5A                          | Torrejón de Ardoz  |
| 06946                                                                |      | Torrejón de Ardoz       | Avenida de la Constitución - Carretera de Loeches          | Avenida de la Constitución Nº86  | 223 224 824 N202 6                                                      |                    |
| 06942                                                                |      | Torrejón de Ardoz       | Avenida de la Constitución - Calle de Budapest             | Avenida de la Constitución Nº128 | 223 224 824 N202 6                                                      |                    |
| 06940                                                                |      | Torrejón de Ardoz       | Avenida de la Constitución - Calle de Juncal               | Avenida de la Constitución Nº148 | 223 224 824 N202 6                                                      |                    |
| 10074                                                                |      | Torrejón de Ardoz       | Avenida de la Constitución - Avenida Descubrimientos       | Avenida de la Constitución Nº186 | 223 224 824 N202 1B 6                                                   |                    |
| 10075                                                                |      | Torrejón de Ardoz       | Avenida de la Constitución - Barrio de La Zarzuela         | Avenida de la Constitución Nº210 | 223 224 824 N202 1B 6                                                   |                    |
| 18656                                                                |      | Torrejón de Ardoz       | Avenida de la Constitución - Paseo de la Concordia         | Avenida de la Constitución Nº258 | 223 824 N202 6                                                          |                    |
| 21207                                                                |      | Torrejón de Ardoz       | Avenida de la Constitución - Calle de Mijaíl Gorbachov     | Avenida de la Constitución Nº268 | 223 824 N202                                                            |                    |
| Paradas del itinerario normal                                        |      |                         |                                                            |                                  |                                                                         |                    |
| 07215                                                                |      | Alcalá de Henares       | Carretera M-300 - Ibelsa                                   | M-300 km. 29,1                   | 223 229 824 N202                                                        |                    |
| 11428                                                                |      | Alcalá de Henares       | Avenida de Madrid - Polígono Industrial Juncal             | M-300 km. 28,7                   | 223 229 824 N202                                                        |                    |
| 07216                                                                |      | Alcalá de Henares       | Avenida de Madrid - Liade                                  | Avenida de Madrid Nº36           | 223 824 N202                                                            |                    |
| 07217                                                                |      | Alcalá de Henares       | Avenida de Madrid - Plaza Puerta de Madrid                 | Avenida de Madrid Nº28           | 222 223 824 N202                                                        |                    |
| 12250                                                                |      | Alcalá de Henares       | Vía Complutense - Colegio                                  | Vía Complutense Nº21             | 12250 A 824 2 5 10 11 12250 B 223 N202                                  |                    |
| 19419                                                                |      | Alcalá de Henares       | Vía Complutense - Calle de la Ribera                       | Vía Complutense Nº46             | 223 231 232 251 252 254 255 FS2 N200 VAC-243                            |                    |
| 12785                                                                |      | Alcalá de Henares       | Vía Complutense - Calle Tuy                                | Vía Complutense Nº78             | 223 231 232 251 252 254 255 824 FS2 N200 N202 11                        |                    |
| 12783                                                                |      | Alcalá de Henares       | Vía Complutense - Calle Barrio Ledesma                     | Vía Complutense Nº118            | 223231232251252254255824 FS2 N200N202 11                                |                    |

1. ↑  A efectos de nomenclatura, para las líneas de la EMT esta parada se llama Puente de la CEA
2. 1 2 3 4 5 6 7 8 9  Sólo permite la subida de viajeros
3. ↑  A efectos de nomenclatura, para las líneas de la EMT esta parada se llama Avenida de Aragón - Calle de Campezo
4. ↑  A efectos de nomenclatura, para las líneas de la EMT esta parada se llama Avenida de Aragón - Calle del Ingeniero Torres Quevedo
5. ↑  A efectos de nomenclatura, para las líneas de la EMT esta parada se llama Avenida de Aragón - Parque Empresarial Pegaso
6. 1 2 3 4 5 6 7 8 9  Sólo permite el descenso de viajeros

### Sentido Madrid (Avenida de América)
El recorrido es igual al de ida pero en sentido contrario con algunas salvedades:
- En lugar de circular por la Avenida de Madrid, circula por la Avenida del Ejército, calzada paralela a la misma más próxima a las viviendas del barrio que atraviesa.

| Código                                                               | Zona | Localidad               | Denominación                                             | Ubicación                        | Líneas de la parada                                                  | Metro / Cercanías  |
| -------------------------------------------------------------------- | ---- | ----------------------- | -------------------------------------------------------- | -------------------------------- | -------------------------------------------------------------------- | ------------------ |
| 12782                                                                |      | Alcalá de Henares       | Vía Complutense - Calle Barrio Ledesma                   | Vía Complutense Nº111            | 223 231 232 251 252 254 255 824 FS2 N200 N202 11                     |                    |
| 12784                                                                |      | Alcalá de Henares       | Vía Complutense - Calle Tuy                              | Vía Complutense Nº103            | 223 231 232 251 252 254 255 824 FS2 N200 N202 11                     |                    |
| 19416                                                                |      | Alcalá de Henares       | Vía Complutense - Calle de Brihuega                      | Vía Complutense Nº51             | 223 231 232 251 252 254 255 FS2 N200 N202                            |                    |
| 12261                                                                |      | Alcalá de Henares       | Vía Complutense - Calle del Pintor Picasso               | Vía Complutense Nº21             | 223 824 N202                                                         |                    |
| 11262                                                                |      | Alcalá de Henares       | Avenida del Ejército - Plaza Puerta de Madrid            | Avenida del Ejército Nº1         | 223 824 N202                                                         |                    |
| 07226                                                                |      | Alcalá de Henares       | Avenida del Ejército - Liade                             | Avenida del Ejército Nº2         | 223 824 N202                                                         |                    |
| 20087                                                                |      | Alcalá de Henares       | Avenida de Madrid - Calle de Antonio Suárez              | Avenida de Madrid Nº44           | 223 824 1A                                                           |                    |
| 07227                                                                |      | Alcalá de Henares       | Carretera M-300 - Ibelsa                                 | Carretera M-300 km. 27,6         | 223 229 824 N202                                                     |                    |
| Paradas realizadas por los servicios que pasan por Torrejón de Ardoz |      |                         |                                                          |                                  |                                                                      |                    |
| 21208                                                                |      | Torrejón de Ardoz       | Avenida de la Constitución - Calle de Jimmy Carter       | Avenida de la Constitución Nº268 | 223 824 N202                                                         |                    |
| 18655                                                                |      | Torrejón de Ardoz       | Avenida de la Constitución - Paseo de la Concordia       | Avenida de la Constitución Nº258 | 223 824 N202 6                                                       |                    |
| 10072                                                                |      | Torrejón de Ardoz       | Avenida de la Constitución - Barrio de La Zarzuela       | Avenida de la Constitución Nº219 | 223 224 824 N202 1A 6                                                |                    |
| 10073                                                                |      | Torrejón de Ardoz       | Avenida de la Constitución - Avenida Descubrimientos     | Avenida de la Constitución Nº186 | 223 224 824 N202 1A 6                                                |                    |
| 06939                                                                |      | Torrejón de Ardoz       | Avenida de la Constitución - Calle de Juncal             | Avenida de la Constitución Nº203 | 223 224 824 N202 6                                                   |                    |
| 06941                                                                |      | Torrejón de Ardoz       | Avenida de la Constitución - Calle de Budapest           | Avenida de la Constitución Nº169 | 223 224 824 N202 6                                                   |                    |
| 07231                                                                |      | Torrejón de Ardoz       | Avenida de la Constitución - Calle de Roma               | Avenida de la Constitución Nº143 | 223 224 824 N202 6                                                   |                    |
| 15442                                                                |      | Torrejón de Ardoz       | Terminal Plaza de España - Estación de Torrejón de Ardoz | Plaza de España Nº7              | 223 224 N202                                                         | Torrejón de Ardoz  |
| 06903                                                                |      | Torrejón de Ardoz       | Avenida de las Fronteras - Calle de Madrid               | Avenida de las Fronteras Nº16    | 215 223 224 224A 251 252 261824 N202 VAC-022VAC-2431B 4 5B           |                    |
| Paradas del itinerario normal                                        |      |                         |                                                          |                                  |                                                                      |                    |
| 07239                                                                |      | San Fernando de Henares | Carretera A-2 - Parque Empresarial San Fernando          | Carretera de INTA Nº200          | 222 223 224 224A 226 227 229 N202 VAC-243                            |                    |
| 07299                                                                |      | Madrid                  | Carretera A-2 - Pegaso City                              | Avenida de Aragón km. 14         | 222 223 224 224A 226 227 229 281 282 283 284 N202 VAC-243            |                    |
| 07300                                                                |      | Madrid                  | Carretera A-2 - Hotel                                    | Avenida de Aragón km. 13,3       | 222 223 224 224A 226 227 229 281 282 283 284 N202 VAC-243            |                    |
| 07301                                                                |      | Madrid                  | Carretera A-2 - Colonia Fin de Semana                    | Avenida de Aragón S/N.º          | 222 223 224 224A 226 227 229 281 282 283 284 N202 VAC-243            |                    |
| 07302                                                                |      | Madrid                  | Carretera A-2 - Barrio del Aeropuerto                    | Calle de Salinas de Rosío Nº37   | 222 223 224 224A 226 227 229 281 282 283 284 N202 VAC-243            |                    |
| 07312                                                                |      | Madrid                  | Carretera A-2 - Instituto                                | Avenida de Aragón km. 10         | 222 223 224 224A 226 227 229 281 282 283 284 N202 VAC-243            |                    |
| 07313                                                                |      | Madrid                  | Avenida de América - Canillejas                          | Avenida de Logroño Nº4           | 222 223 224 224A 226 227 229 261281 282 283 284 N202 VAC-243         | Canillejas         |
| 1287                                                                 |      | Madrid                  | Avenida de América - Parque Conde de Orgaz               | Avenida de América km. 6,4       | 115 222 223 224 224A 226 227 229 282 283 N202 VAC-243                |                    |
| 1285                                                                 |      | Madrid                  | Avenida de América - Calle de Arturo Soria               | Avenida de América km. 6,4       | 115 200 222 223 224 224A 226 227 229 261281 282 283 284 N202 VAC-243 |                    |
| 1283                                                                 |      | Madrid                  | Avenida de América - Parque de las Avenidas              | Avenida de América Nº54          | 114 115 N4 222 223 224 224A 226 227 229 281 282 283 284 N202 VAC-243 |                    |
| 4770                                                                 |      | Madrid                  | Avenida de América - Hotel                               | Avenida de América Nº41          | 114 115 122 222223224224A226227229281282283284VAC-243                |                    |
| 12477                                                                |      | Madrid                  | Intercambiador de Avenida de América                     | Avenida de América Nº13          | Descenso en las dársenas 8 y 9                                       | Avenida de América |

1. 1 2 3 4 5 6 7 8 9 10 11 12 13 14 15 16 17 18 19 20 21 22 23 24 25 26  Sólo permite el descenso de viajeros
2. 1 2  Sólo permite la subida de viajeros
3. ↑  A efectos de nomenclatura, para las líneas de la EMT esta parada se llama Puente de la CEA
4. ↑  A efectos de nomenclatura, para las líneas de la EMT esta parada se llama Avenida de América - Calle del Corazón de María

## Galería de imágenes

Mapa de la distribución de dársenas del intercambiador de Avenida de América con la distribución de cabeceras de las líneas de autobuses, entre las que aparece la línea 223.